# Cachul
Cachul fue un cacique pampa que aliado al cacique Juan Catriel y su hijo osciló entre períodos de colaboración con el gobierno de la Provincia de Buenos Aires, de la Confederación Argentina y de malones, con los que asolaron las pampas, en alianza con las tribus de Calfucurá.

## Biografía
Desde 1845 se había establecido con su tribu en las márgenes del arroyo Tapalquén, en lo que actualmente es el Partido de Olavarría, desde donde efectuaba correrías a lo largo de la frontera en buena medida desguarnecida, hasta que se acogió a la paz acordada con Juan Manuel de Rosas.
Durante la Campaña de Rosas al Desierto, junto a Juan Catriel se sumó en Tandil a la columna del este que partió de San Miguel del Monte el 22 de marzo de 1833. Silvia Ratto refiere sin embargo respecto a los caciques  Catriel y Cachul, la defensa que Rosas hiciera de la necesidad de cuidar la relación amistosa con Cachul, aun cuando su apoyo militar era mínimo comparado con el primer cacique:
Cachul no es hombre de pelea, sino de política y así es que yo jamás lo he ocupado en dicha pelea por el contrario siempre he cuidado de un modo indirecto que no marche a ella, porque sabía que no había de hacer sino barros. Mas este mismo hombre flojo en la pelea es muy valiente en los consejos de la política sabiéndolo conducir; es entonces muy útil y de mucho acierto en sus discursos. Y de aquí mismo se deduce la razón para creer que si se le desagrada y él se propone enrredar con su astucia en el manejo de la política puede hacer un mal inmenso.
(Carta del 13 de octubre de 1836. Cit. en Ratto 2007: 150s.).
Después de la caída de Rosas, se lanzó contra las poblaciones de la frontera aduciendo el incumplimiento de la entrega de raciones por el gobierno. En 1853 fueron rechazados en las costas del río Salado del Sur por el coronel Pedro Rosas en el combate de San Gregorio, por lo que se retiró hacia Tapalqué asaltando los establecimientos a su paso.
En el marco de la expedición que terminó en la Batalla de Sierra Chica de 1855 al mando del coronel Bartolomé Mitre, una división de 400 hombres al mando del coronel Laureano Díaz fue enviada desde el fuerte Cruz de Guerra contra Cachul, mientras Mitre operaría contra Catriel. Los indios de lanza de Cachul llegaron a unirse con los de Catriel y provocaron 250 bajas a Mitre, quien perdió toda la caballada y tras sumarse a sus adversarios las fuerzas de Calfucurá, debió huir. Por su lado, Díaz tomaba las tolderías de Cachul y capturaba alrededor de 600 indios, incluida la familia del cacique.
En 1856 el general Manuel Escalada, jefe de la frontera sur, firmó una convención de paz con Catriel y Cachul por el que el gobierno otorgaba el grado de coronel a Catriel y se comprometía a proveerles 1200 libras de yerba, 600 de azúcar, 500 varas de tabaco, harina, maíz, ganado, vino y aguardiente de caña.
En 1857 en una nueva entrevista para asegurar la paz llevada a cabo en San Benito el general en jefe del ejército agasajó a ambos caciques con un banquete y les entregó 1500 yeguas.